# Гридино (Российское сельское поселение)
Гридино — деревня в Вяземском районе Смоленской области России. Входит в состав Российского сельского поселения. По состоянию на 2007 год постоянного населения не имеет. 
Расположена в восточной части области в 22 км к юго-западу от Вязьмы, в 2,5 км южнее автодороги М1 «Беларусь», на берегу реки Хица. В 2 км южнее деревни расположена железнодорожная станция 273-й км на линии Москва — Минск. 

## История
В годы Великой Отечественной войны деревня была оккупирована гитлеровскими войсками в октябре 1941 года, освобождена в марте 1943 года. 